# الكأس الإقليمي الإيراني
الكأس الإقليمي لكرة القدم أو الدوري المحلي (بالفارسية: جام منطقه‌ای فوتبال ایران) أول دوري وطني لكرة القدم في إيران تأسس عام 1970. أقيمت اثنتان من هذه المسابقات موسمي 1970–71 و1971–72. تنافس 22 فريقًا في 8 مجموعات. عن 4 مناطق من البلد، ثم إجراء مباريات نصف النهائي والنهائي لتحديد الفائز ببطولة الدوري. وكان الدوري الإيراني من أقوى الدوريات في آسيا حيث فاز المنتخب الإيراني لكرة القدم بكأس آسيا 1972 لتكون المرة الثانية على التوالي بعد فوز منتخب إيران بكأس آسيا 1968.

## الأبطال
| الموسم  | الأبطال             | الوصيف    |
| ------- | ------------------- | --------- |
| 1970–71 | تاج (استقلال طهران) | باس طهران |
| 1971–72 | برسبوليس            | باس طهران |

## الدوريات التالية
لم يقام موسم 1972/73. في عام 1973 تم إقامة الدوري الوطني لكرة القدم في إيران والذي استمر من 1973 إلى 1978 باسم كأس تخت جمشيد.
من عام 1978 إلى عام 1988 تم إقامة دوريات لم يتم الاعتراف بنتائجها. كأس القدس للأقاليم الإيراني.
ثم كأس القدس موسم 1989-90.
ثم دوري أزادكان من عام 1991 إلى 2001.
ثم دوري المحترفين الإيراني من عام 2001 إلى الآن باسم دوري الخليج الفارسي.